# Lélouma (Präfektur)

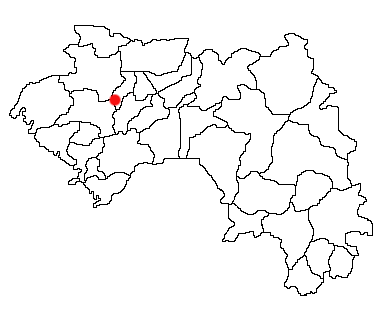
Lage von Stadt und Präfektur Lélouma in Guinea

Lélouma ist eine Präfektur in der Region Labé in Guinea in Westafrika mit etwa 160.000 Einwohnern. Wie alle guineischen Präfekturen ist sie nach ihrer Hauptstadt Lélouma benannt.

## Geographie
Die Präfektur liegt im Norden des Landes im Bergland von Fouta Djallon und umfasst eine Fläche von 2.150 km².